# Liendo (Kantabrien)
Liendo ist eine Gemeinde in der spanischen Autonomen Region Kantabrien. Sie liegt an der Ostküste des Kantabrischen Meers, 52 Kilometer von Santander entfernt, an der Grenze zu Laredo und Castro Urdiales. Im Gegensatz zu anderen Küstenorten hat sie keine ausgedehnten Strände, sondern eine spektakuläre Steilküste. Sie liegt in einem grünen Tal, das sich besonders für die Landwirtschaft eignet, und besteht aus dreizehn Ortsteilen.

## Orte
- Hazas (Hauptort)
- Iseca Nueva
- Iseca Vieja
- Isequilla
- Llatazos
- Mendina
- Mollaneda
- Noval
- La Portilla
- Rocillo
- Sopeña
- Villanueva
- Villaviad

## Bevölkerungsentwicklung
| 1842 | 1900 | 1950 | 1981 | 1991 | 2001 | 2011 |
| ---- | ---- | ---- | ---- | ---- | ---- | ---- |
| 1354 | 1232 | 1158 | 835  | 797  | 889  | 1284 |